# Schendylops amazonicus
Schendylops amazonicus är en mångfotingart som först beskrevs av Pereira, Minelli och Paolo Barbieri 1994.  Schendylops amazonicus ingår i släktet Schendylops och familjen småjordkrypare. Inga underarter finns listade i Catalogue of Life.